# أندرو سوزا
أندرو سوزا (بالإنجليزية: Andrew Sousa)‏ (26 سبتمبر 1989 في الولايات المتحدة - ) هو لاعب كرة قدم أمريكي في مركز الوسط. لعب مع نيو إنجلاند ريفولوشن وFC London ‏ وRhode Island Stingrays ‏.

## وصلات خارجية
- أندرو سوزا على موقع الدوري الأمريكي (الإنجليزية)
- أندرو سوزا على موقع قاعدة بيانات كرة القدم.إي يو (الإنجليزية)